# Церковь Святого Иоанна Крестителя (Мстибово)
Церковь Святого Иоанна Крестителя (бел. Касцёл Святога Яна Хрысціцеля) — католический храм в деревне Мстибово, Гродненская область, Белоруссия. Относится к Волковысскому деканату Гродненского диоцеза. Памятник архитектуры в стиле неоготики. Храм включён в Государственный список историко-культурных ценностей Республики Беларусь.

## История

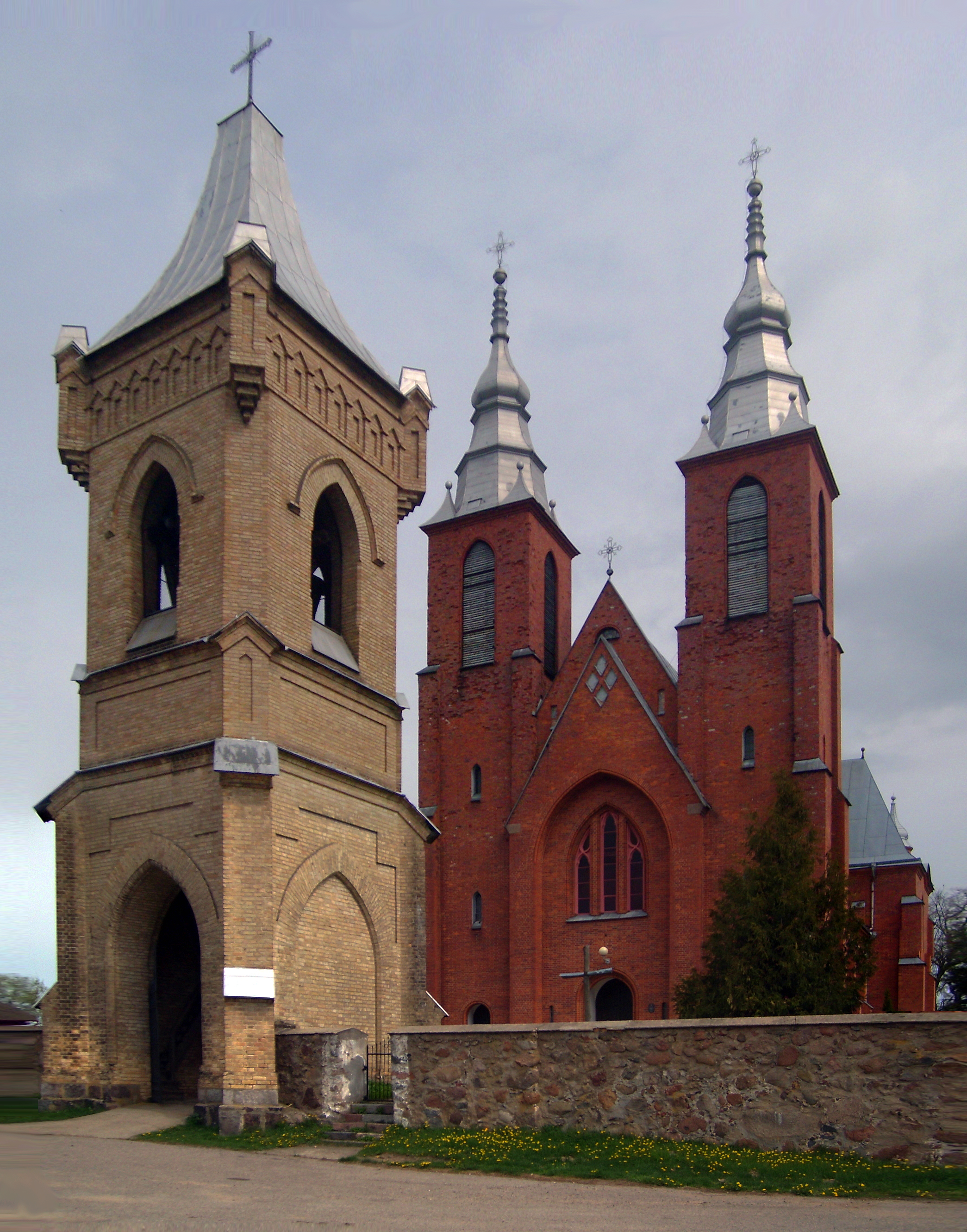
Храм и ворота-колокольня

В 1512 году в Мстибово образован католический приход. Построенный деревянный костёл несколько раз сгорал, затем вновь отстраивался. В 1910 году он был разобран для строительства нового каменного храма, а из стройматериала было построено деревянное здание плебании.
В 1910—1919 годах на месте старого был возведён новый каменный неоготический католический храм св. Иоанна Крестителя. В 1932 году он был торжественно освящён.
В 1943 году фашистские оккупанты расстреляли настоятеля храма Марка Бурака вместе с 50 прихожанами.

## Архитектура
Церковь представляет собой двухбашенный неоготический храм с трансептом, трехгранной апсидой и двумя ризницами. Главный западный фасад состоит из трёх частей: центральная часть, завершённая треугольным щитом, и две боковые двухъярусные башни, завершённые фигурными шатрами. Над центральным входом расположено трёхарочное окно. Боковые фасады расчленены лучковыми проёмами в два яруса, на первом ярусе между окнами — ступенчатые контрфорсы. Углы башен, трансепта и апсиды фланкированы ступенчатыми контрфорсами.
В интерьере выделяется деревянный двухъярусный резной алтарь Святого Иоанна XIX века, находящийся в северном крыле трансепта. Также в храме хранится несколько ценных икон XVIII—XIX веков.

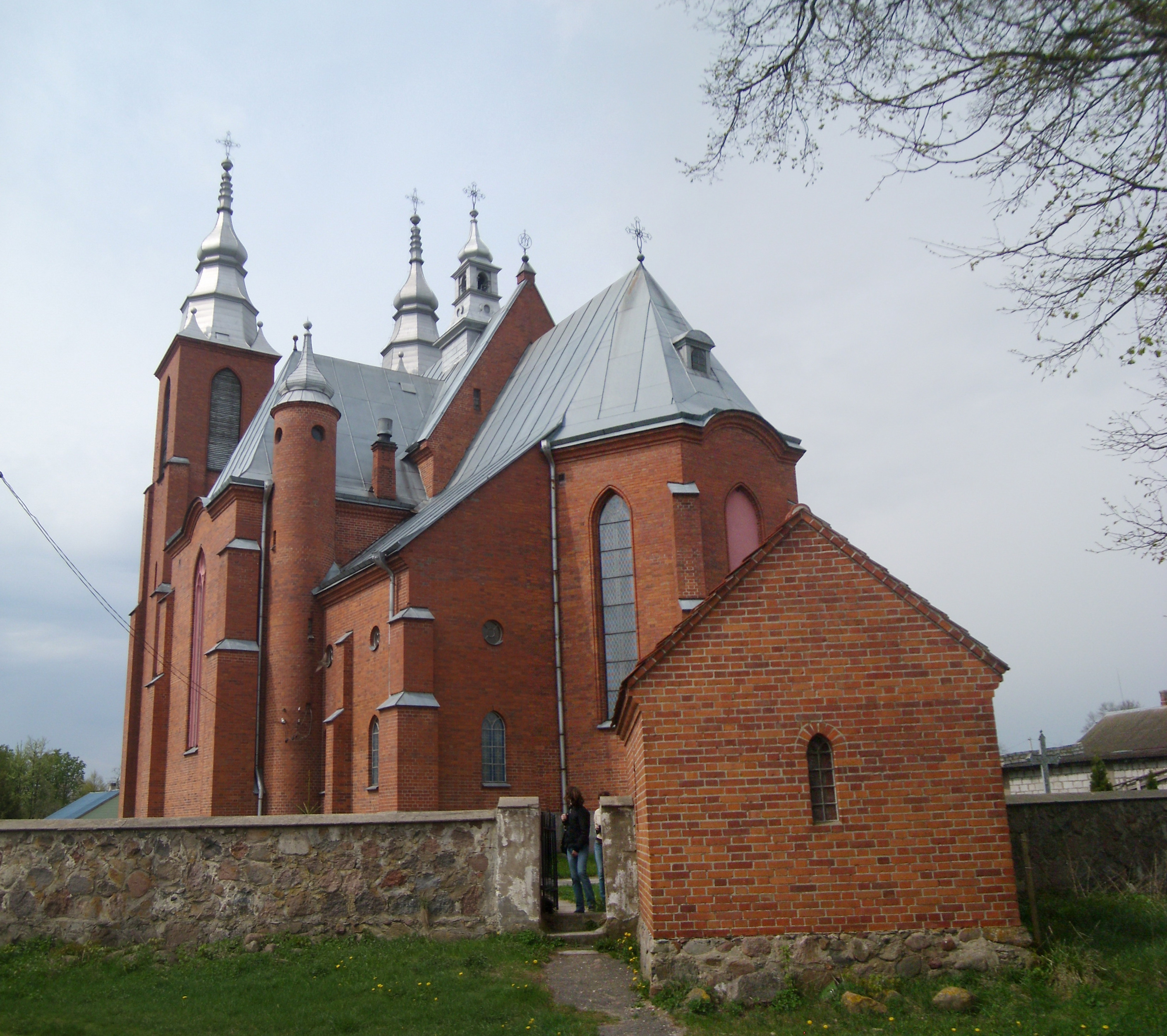
Со стороны апсиды

Территория храма окружена каменной оградой, в которую встроена двухъярусная брама-колокольня, построенная в 1900 году.